# Lista de prêmios e indicações recebidos por J Balvin
Esta é uma lista que abrangente de prêmios recebidos pelo cantor colombiano de reggaeton J Balvin. Ganhou 102 prêmios de 210 indicações, incluindo 3 Billboard Latin Music Awards, 3 Grammy Latino, 2 MTV Video Music Awards e 4 Latin American Music Awards. Sua primeira indicação ao Grammy Awards foi "I Like It", por Record of the Year, em 2019.

## American Music Awards
| Ano  | Destinatário | Prêmio                | Resultado |
| ---- | ------------ | --------------------- | --------- |
| 2016 | Ele Mesmo    | Favorite Latin Artist | Indicado  |
| 2018 | Ele Mesmo    | Favorite Latin Artist | Indicado  |

## BET Hip Hop Awards
| Ano  | Destinatário                          | Prêmio                     | Resultado |
| ---- | ------------------------------------- | -------------------------- | --------- |
| 2018 | "I Like It" (com Cardi B & Bad Bunny) | Best Hip Hop Video         | Indicado  |
| 2018 | "I Like It" (com Cardi B & Bad Bunny) | Best Collabo, Duo or Group | Indicado  |
| 2018 | "I Like It" (com Cardi B & Bad Bunny) | Single of the Year         | Indicado  |

## Billboard Music Awards
| Ano  | Destinatário | Prêmio           | Resultado |
| ---- | ------------ | ---------------- | --------- |
| 2016 | "Ginza"      | Top Latin Song   | Indicado  |
| 2017 | "Energia"    | Top Latin Album  | Indicado  |
| 2017 | Ele Mesmo    | Top Latin Artist | Indicado  |
| 2018 | "Mi Gente"   | Top Latin Song   | Indicado  |
| 2018 | Ele Mesmo    | Top Latin Artist | Indicado  |

## Billboard Latin Music Awards
| Ano  | Destinatário                             | Prêmio                                    | Resultado |
| ---- | ---------------------------------------- | ----------------------------------------- | --------- |
| 2016 | "Ginza"                                  | Hot Latin Song of the Year                | Indicado  |
| 2016 | "Ginza"                                  | Airplay Song of the Year                  | Indicado  |
| 2016 | "Ginza"                                  | Latin Rhythm Song of the Year             | Indicado  |
| 2016 | "Ginza"                                  | Digital Song of the Year                  | Indicado  |
| 2016 | "Ay Vamos"                               | Digital Song of the Year                  | Indicado  |
| 2016 | "Ay Vamos"                               | Streaming Song of the Year                | Indicado  |
| 2016 | Ele Mesmo                                | Hot Latin Songs Artist of the Year        | Indicado  |
| 2016 | Ele Mesmo                                | Latin Rhythm Songs Artist of the Year     | Indicado  |
| 2017 | "Energia"                                | Latin Rhythm Album of the Year            | Venceu    |
| 2017 | "Bobo"                                   | Latin Rhythm Song of the Year             | Indicado  |
| 2017 | Ele Mesmo                                | Artist of the Year                        | Indicado  |
| 2017 | Ele Mesmo                                | Hot Latin Songs Artist of the Year, Male  | Indicado  |
| 2017 | Ele Mesmo                                | Latin Rhythm Songs Artist of the Year     | Venceu    |
| 2017 | Ele Mesmo                                | Top Latin Albums Artist of the Year, Male | Indicado  |
| 2018 | "Mi Gente" (com Willy William & Beyoncé) | Hot Latin Song of the Year                | Indicado  |
| 2018 | "Mi Gente" (com Willy William & Beyoncé) | Hot Latin Song of the Year, Vocal Event   | Indicado  |
| 2018 | "Mi Gente" (com Willy William & Beyoncé) | Airplay Song of the Year                  | Indicado  |
| 2018 | "Mi Gente" (com Willy William & Beyoncé) | Digital Song of the Year                  | Indicado  |
| 2018 | "Mi Gente" (com Willy William & Beyoncé) | Streaming Song of the Year                | Indicado  |
| 2018 | "Mi Gente" (com Willy William & Beyoncé) | Latin Rhythm Song of the Year             | Venceu    |
| 2018 | "Energia"                                | Top Latin Album of the Year               | Indicado  |
| 2018 | Himself                                  | Artist of the Year                        | Indicado  |
| 2018 | Himself                                  | Social Artist of the Year                 | Indicado  |
| 2018 | Himself                                  | Hot Latin Songs Artist of the Year, Male  | Indicado  |
| 2018 | Himself                                  | Top Latin Album Artist of the Year, Male  | Indicado  |
| 2018 | Himself                                  | Latin Rhythm Artist of the Year, Solo     | Indicado  |

## BMI Awards

### BMI Latin Awards
| Ano  | Destinatário        | Prêmio                                         | Resultado |
| ---- | ------------------- | ---------------------------------------------- | --------- |
| 2017 | "Ginza"             | Contemporary Latin Song of the Year 2016       | Venceu    |
| 2017 | "Ginza"             | Canções vencedoras do prêmio                   | Venceu    |
| 2018 | J Balvin            | Contemporary Latin Songwriter of the Year 2017 | Venceu    |
| 2018 | "Bobo"              | Canções vencedoras do prêmio                   | Venceu    |
| 2018 | "Otra Vez"          | Canções vencedoras do prêmio                   | Venceu    |
| 2018 | "Safari"            | Canções vencedoras do prêmio                   | Venceu    |
| 2018 | "Sigo Extrañandote" | Canções vencedoras do prêmio                   | Venceu    |

## Grammy Awards
| Ano  | Destinatário                          | Prêmio             | Resultado | Ref.  |
| ---- | ------------------------------------- | ------------------ | --------- | ----- |
| 2019 | "I Like It" (com Cardi B e Bad Bunny) | Record of the Year | Pendente  | [ 3 ] |

## Heat Latin Music Awards
| Ano  | Destinatário  | Prêmio             | Resultado |
| ---- | ------------- | ------------------ | --------- |
| 2015 | "Ay vamos"    | Best Music Video   | Venceu    |
| 2015 | Ele Mesmo     | Best Male Artist   | Venceu    |
| 2015 | Ele Mesmo     | Best Urban Artist  | Indicado  |
| 2015 | Ele Mesmo     | Best Andean Artist | Indicado  |
| 2016 | Himself       | Best Andean Artist | Indicado  |
| 2016 | Himself       | Best Urban Artist  | Indicado  |
| 2017 | "Bobo"        | Best Video         | Venceu    |
| 2017 | Himself       | Best Male Artist   | Venceu    |
| 2017 | Himself       | Best Urban Artist  | Venceu    |
| 2017 | Himself       | Best Andean Artist | Indicado  |
| 2018 | Himself       | Best Male Artist   | Pendente  |
| 2018 | Himself       | Best Urban Artist  | Pendente  |
| 2018 | "Machika"     | Best Video         | Pendente  |
| 2018 | "Machika"     | Best Collaboration | Pendente  |
| 2018 | "Sensualidad" | Best Collaboration | Pendente  |

## iHeartRadio Music Awards
| Ano  | Destinatário                                   | Prêmio                   | Resultado |
| ---- | ---------------------------------------------- | ------------------------ | --------- |
| 2017 | Energía                                        | Latin Album of the Year  | Venceu    |
| 2017 | Himself                                        | Latin Artist of the Year | Indicado  |
| 2018 | Mi Gente (com Willy William)                   | Latin Song of the Year   | Indicado  |
| 2018 | Mi Gente (Remix) (pt. Willy William & Beyoncé) | Best Remix               | Indicado  |
| 2018 | Himself                                        | Latin Artist of the Year | Indicado  |
| 2019 | I Like It (com Cardi B & Bad Bunny)            | Hip-Hop Song of the Year | Pendente  |
| 2019 | I Like It (com Cardi B & Bad Bunny)            | Best Music Video         | Pendente  |
| 2019 | I Like It (com Cardi B & Bad Bunny)            | Best Collaboration       | Pendente  |
| 2019 | X (with Nicky Jam)                             | Latin Song of the Year   | Pendente  |
| 2019 | Ele Mesmo                                      | Latin Artist of the Year | Pendente  |

## Latin American Music Awards
| Ano  | Destinatário                                    | Prêmio                  | Resultado |
| ---- | ----------------------------------------------- | ----------------------- | --------- |
| 2015 | Ele Mesmo                                       | New Artist of the Year  | Venceu    |
| 2015 | Ele Mesmo                                       | Favorite Urban Artist   | Indicado  |
| 2015 | Ay Vamos                                        | Song of the Year        | Indicado  |
| 2015 | Ay Vamos                                        | Favorite Streaming Song | Indicado  |
| 2015 | Ay Vamos                                        | Favorite Urban Song     | Indicado  |
| 2016 | Ele Mesmo                                       | Artist of the Year      | Indicado  |
| 2016 | Ele Mesmo                                       | Favorite Urban Artist   | Venceu    |
| 2016 | Ginza                                           | Song of the Year        | Indicado  |
| 2016 | Ginza                                           | Favorite Urban Song     | Venceu    |
| 2017 | Ele Mesmo                                       | Artist of the Year      | Indicado  |
| 2017 | Ele Mesmo                                       | Favorite Urban Artist   | Venceu    |
| 2017 | "Safari" (pt Pharrell Williams, BIA & Sky)      | Favorite Urban Song     | Indicado  |
| 2018 | Ele Mesmo                                       | Artist of the Year      | Indicado  |
| 2018 | Ele Mesmo                                       | Favorite Male Artist    | Indicado  |
| 2018 | Ele Mesmo                                       | Favorite Urban Artist   | Indicado  |
| 2018 | "Vibras"                                        | Album of the Year       | Indicado  |
| 2018 | "Vibras"                                        | Favorite Urban Album    | Indicado  |
| 2018 | "Mi Gente (Remix)" (pt Willy William & Beyoncé) | Song of the Year        | Indicado  |
| 2018 | "Mi Gente (Remix)" (pt Willy William & Beyoncé) | Favorite Urban Song     | Indicado  |
| 2018 | "X" (pt Nicky Jam)                              | Song of the Year        | Indicado  |
| 2018 | "X" (pt Nicky Jam)                              | Favorite Urban Song     | Indicado  |

## Grammy Latino
O Latin Grammy Awards são concedidos anualmente nos Estados Unidos desde 2000 por contribuições excepcionais para a música de língua espanhola.
| Ano  | Destinatário                                                       | Prêmio                          | Resultado |
| ---- | ------------------------------------------------------------------ | ------------------------------- | --------- |
| 2014 | "6 AM" (featuring Farruko)                                         | Best Urban Performance          | Indicado  |
| 2014 | "6 AM" (featuring Farruko)                                         | Best Urban Song                 | Indicado  |
| 2014 | La Familia                                                         | Best Urban Music Album          | Indicado  |
| 2015 | "Ay Vamos"                                                         | Best Urban Song                 | Venceu    |
| 2015 | "Ay Vamos"                                                         | Best Urban Performance          | Indicado  |
| 2016 | Energía                                                            | Best Urban Music Album          | Venceu    |
| 2018 | Vibras                                                             | Album of the Year               | Indicado  |
| 2018 | Vibras                                                             | Best Urban Music Album          | Venceu    |
| 2018 | "Mi Gente" (com Willy William)                                     | Record of the Year              | Indicado  |
| 2018 | "X" (com Nicky Jam)                                                | Record of the Year              | Indicado  |
| 2018 | "X" (com Nicky Jam)                                                | Best Urban Song                 | Indicado  |
| 2018 | "Sensualidad" (com Bad Bunny & Prince Royce)                       | Best Urban Song                 | Indicado  |
| 2018 | "Downtown" (com Anitta)                                            | Best Urban Song                 | Indicado  |
| 2018 | "Mi Gente (Remix)" (com a participação de Willy William & Beyoncé) | Best Urban / Fusion Performance | Pendente  |

## LOS40 Music Awards
| Ano  | Destinatário                    | Prêmio                         | Resultado |
| ---- | ------------------------------- | ------------------------------ | --------- |
| 2011 | Best Colombian Act              | J Balvin                       | Indicado  |
| 2014 | Best Spanish Language Song      | "6 AM" (com Farruko)           | Indicado  |
| 2016 | Best Latin Artist               | J Balvin                       | Venceu    |
| 2016 | LOS40 Global Show Award         | "Ginza"                        | Indicado  |
| 2017 | Best Latin Artist               | J Balvin                       | Indicado  |
| 2017 | LOS40 Global Show Award         | "Mi Gente" (com Willy William) | Venceu    |
| 2018 | Best Latin Artist               | J Balvin                       | Indicado  |
| 2018 | LOS40 Global Show Award         | "X" (com Nicky Jam )           | Indicado  |
| 2018 | International Video of the Year | "X" (com Nicky Jam )           | Indicado  |
| 2018 | International Video of the Year | "Familiar" (com Liam Payne)    | Indicado  |

## Lunas del Auditorio
| Ano  | Destinatário | Prêmio   | Resultado |       |
| ---- | ------------ | -------- | --------- | ----- |
| 2017 | Best Urban   | J Balvin | Indicado  | [ 9 ] |

## MTV Video Music Awards
| Ano  | Destinatário                   | Prêmio             | Resultado |
| ---- | ------------------------------ | ------------------ | --------- |
| 2018 | "Mi Gente" (pt. Willy William) | Best Latin         | Venceu    |
| 2018 | "I Like It"                    | Song of the Summer | Venceu    |

## MTV Europe Music Awards
| Ano  | Destinatário | Prêmio                            | Resultado |
| ---- | ------------ | --------------------------------- | --------- |
| 201  | Himself      | Best Latin America Central Act    | Pendente  |
| 2015 | Himself      | Best Latin America Central Act    | Venceu    |
| 2015 | Himself      | Best Worldwide Act: Latin America | Pendente  |
| 2018 | Himself      | Best Latin America Central Act    | Indicado  |

## MTV Millennial Awards
| Ano  | Destinatário                                    | Prêmio                             | Resultado |
| ---- | ----------------------------------------------- | ---------------------------------- | --------- |
| 2014 | J Balvin                                        | Colombian Artist of the Year       | Pendente  |
| 2015 | J Balvin                                        | Colombian Artist of the Year       | Pendente  |
| 2015 | J Balvin                                        | Colombian Snapchater of the Year   | Pendente  |
| 2015 | Ay vamos                                        | Hit of the Year                    | Indicado  |
| 2016 | J Balvin                                        | Colombian Artist of the Year       | Pendente  |
| 2016 | J Balvin                                        | Colombian Snapchater of the Year   | Pendente  |
| 2016 | Ginza                                           | Hit of the Year                    | Venceu    |
| 2017 | J Balvin                                        | Colombian Artist of the Year       | Pendente  |
| 2017 | J Balvin                                        | Best Performance in an App         | Pendente  |
| 2017 | J Balvin                                        | Colombian Instagrammer of the Year | Pendente  |
| 2017 | Safari (pt. Pharrel, BIA and Sky)               | Video of the Year                  | Pendente  |
| 2017 | Safari (pt. Pharrel, BIA and Sky)               | Collaboration of the Year          | Pendente  |
| 2017 | Otra Vez (pt. Zion & Lennox )                   | Hit of the Year                    | Pendente  |
| 2018 | J Balvin                                        | Colombian Artist of the Year       | Venceu    |
| 2018 | J Balvin                                        | Colombian Instagrammer of the Year | Indicado  |
| 2018 | Machika (pt. Jeon and Anitta)                   | Video of the Year                  | Indicado  |
| 2018 | Downtown (pt. Anitta)                           | Hit of the Year                    | Venceu    |
| 2018 | X (ft. Nicky Jam )                              | Hit of the Year                    | Indicado  |
| 2018 | Mi Gente (Remix) (pt. Willy William & Beyoncé ) | Hit of the Year                    | Indicado  |
| 2018 | Sensualidad (pt. Bad Bunny & Prince Royce )     | Collaboration of the Year          | Venceu    |

## MTV Millennial Awards Brazil
| Ano  | Destinatário                  | Prêmio                        | Resultado |
| ---- | ----------------------------- | ----------------------------- | --------- |
| 2018 | Machika (pt. Jeon and Anitta) | International Hit of the Year | Indicado  |
| 2018 | Downtown (pt. Anitta)         | Collaboration of the Year     | Venceu    |

## Much Music Video Awards
| Ano  | Destinatário                          | Prêmio             | Resultado |
| ---- | ------------------------------------- | ------------------ | --------- |
| 2018 | I Like It (pt. Cardi B and Bad Bunny) | Song of the Summer | Indicado  |

## Nickelodeon Kids' Choice Awards

### Nickelodeon Colombia Kids' Choice Awards
| Ano  | Destinatário                            | Prêmio                            | Resultado |
| ---- | --------------------------------------- | --------------------------------- | --------- |
| 2014 | J Balvin                                | Favorite Twitter                  | Indicado  |
| 2015 | J Balvin                                | Favorite National Artist or Group | Indicado  |
| 2015 | J Balvin                                | Favorite Fashion Act              | Indicado  |
| 2015 | Ay vamos                                | Favorite Latin Song               | Venceu    |
| 2016 | J Balvin                                | Favorite National Artist or Group | Indicado  |
| 2016 | J Balvin                                | Favorite Male Trendy              | Indicado  |
| 2016 | Ginza                                   | Favorite Latin Song               | Indicado  |
| 2017 | J Balvin                                | Favorite National Artist or Group | Indicado  |
| 2017 | J Balvin                                | Favorite Male Trendy              | Indicado  |
| 2017 | Hey Ma (part. Camila Cabello & Pitbull) | Favorite Collaboration            | Venceu    |

### Nickelodeon México Kids' Choice Awards
| Ano  | Destinatário                            | Prêmio                         | Resultado |
| ---- | --------------------------------------- | ------------------------------ | --------- |
| 2017 | Hey Ma (part. Camila Cabello & Pitbull) | Favorite Collaboration         | Indicado  |
| 2018 | J Balvin                                | Favorite Latin Artist or Group | Indicado  |

### Nickelodeon Argentina Kids' Choice Awards
| Ano  | Destinatário                          | Prêmio                                 | Resultado |
| ---- | ------------------------------------- | -------------------------------------- | --------- |
| 2016 | Ginza                                 | Favorite Song                          | Indicado  |
| 2017 | Mi Gente feat. Willy William          | Favorite Collaboration                 | Indicado  |
| 2017 | Hey Ma feat. Camila Cabello & Pitbull | Favorite Song                          | Venceu    |
| 2018 | J Balvin                              | Favorite International Artist or Group | Indicado  |

## NRJ Music Awards
| Ano  | Destinatário                | Prêmio                              | Resultado |
| ---- | --------------------------- | ----------------------------------- | --------- |
| 2017 | J Balvin with Willy William | International Group/Duo of the Year | Indicado  |
| 2017 | J Balvin with Nicky Jam     | International Group/Duo of the Year | Indicado  |
| 2017 | "X"                         | International Song of the Year      | Indicado  |

## People's Choice Awards
| Ano  | Destinatário | Prêmio                   | Resultado |
| ---- | ------------ | ------------------------ | --------- |
| 2018 | J Balvin     | Latin Artist of the Year | Indicado  |
| 2018 | "I Like It"  | Song of the Year         | Indicado  |

## Premios Nuestra Tierra
Um Premio Nuestra Tierra é um elogio que reconhece realizações notáveis na indústria da música colombiana. J Balvin recebeu dois prêmios de quatro indicações.
| Ano  | Destinatário           | Prêmio                 | Resultado |
| ---- | ---------------------- | ---------------------- | --------- |
| 2014 | Ele Mesmo              | Artist of the Year     | Indicado  |
| 2014 | Ele Mesmo              | Best Mainstream Artist | Venceu    |
| 2014 | Ele Mesmo              | Tweeter of the Year    | Indicado  |
| 2014 | La Familia del Negocio | Best Fan Club          | Venceu    |

## Premio Lo Nuestro
| Ano  | Destinatário                                | Prêmio                                                             | Resultado |
| ---- | ------------------------------------------- | ------------------------------------------------------------------ | --------- |
| 2015 | Ele Mesmo                                   | Artist of the Year                                                 | Indicado  |
| 2015 | Ele Mesmo                                   | Urban Artist of the Year                                           | Venceu    |
| 2015 | "6 AM"                                      | Best Urban Song of the Year (com participação de Farruko)          | Venceu    |
| 2015 | "6 AM"                                      | Best Urban Collaboration of the Year (com participação de Farruko) | Venceu    |
| 2015 | La Familia                                  | Urban Album of the Year                                            | Venceu    |
| 2016 | Ele Mesmo                                   | Artist of the Year                                                 | Venceu    |
| 2016 | Ele Mesmo                                   | Urban Album of the Year                                            | Venceu    |
| 2017 | Ele Mesmo                                   | Artist of the Year                                                 | Venceu    |
| 2017 | Ele Mesmo                                   | Male Artist of the Year                                            | Venceu    |
| 2017 | Ele Mesmo                                   | Urban Artist                                                       | Indicado  |
| 2017 | Energía                                     | Urban Album                                                        | Indicado  |
| 2017 | "Safari"                                    | Single of the Year                                                 | Indicado  |
| 2017 | "Bobo"                                      | Urban Song                                                         | Indicado  |
| 2019 | Ele Mesmo                                   | Artist of the Year                                                 | Pendente  |
| 2019 | Ele Mesmo                                   | Male Urban Artist of the Year                                      | Pendente  |
| 2019 | Ele Mesmo                                   | Social Artist of the Year                                          | Pendente  |
| 2019 | "I Like It" (com Cardi B & Bad Bunny)       | Crossover Collaboration of the Year                                | Pendente  |
| 2019 | "Mi Cama (Remix)" (com Nicky Jam & Karol G) | Video of the Year                                                  | Pendente  |
| 2019 | "X" (com Nicky Jam)                         | Song of the Year                                                   | Pendente  |
| 2019 | "X" (com Nicky Jam)                         | Single of the Year                                                 | Pendente  |
| 2019 | "X" (com Nicky Jam)                         | Collaboration of the Year                                          | Pendente  |
| 2019 | "X" (com Nicky Jam)                         | Urban Song of the Year                                             | Pendente  |
| 2019 | "X" (com Nicky Jam)                         | Urban Collaboration of the Year                                    | Pendente  |
| 2019 | "Machika" (com Anitta)                      | Urban Collaboration of the Year                                    | Pendente  |
| 2019 | "Vibras Tour "                              | Tour of the Year                                                   | Pendente  |

## Radio Disney Music Awards
| Ano  | Destinatário | Prêmio             | Resultado |
| ---- | ------------ | ------------------ | --------- |
| 2018 | "Mi Gente"   | Best Collaboration | Indicado  |

## Soul Train Music Awards
| Ano  | Destinatário                           | Prêmio              | Resultado |
| ---- | -------------------------------------- | ------------------- | --------- |
| 2018 | "I Like It" (com Cardi B & Bad Bunny)" | Rhythm & Bars Award | Indicado  |

## Telehit Awards
| Ano  | Destinatário | Prêmio                   | Resultado |
| ---- | ------------ | ------------------------ | --------- |
| 2015 | Ginza        | Best Video in Spanish    | Venceu    |
| 2016 | J Balvin     | Urban Artist of the Year | Indicado  |
| 2016 | Bobo         | Urban Song of the Year   | Indicado  |
| 2017 | J Balvin     | Urban Artist of the Year | Venceu    |
| 2017 | Mi Gente     | Song of the Year         | Indicado  |
| 2017 | Mi Gente     | Video of the Year        | Indicado  |

## Teen Choice Awards
| Ano  | Destinatário                            | Prêmio                     | Resultado |
| ---- | --------------------------------------- | -------------------------- | --------- |
| 2016 | Ele Mesmo                               | Choice Music International | Indicado  |
| 2017 | "Hey Ma" (pt. Camila Cabello & Pitbull) | Choice Latin Song          | Indicado  |
| 2018 | Himself                                 | Choice Latin Artist        | Indicado  |
| 2018 | "Mi Gente" (pt. Willy William)          | Choice Latin Song          | Indicado  |
| 2018 | "Familiar" (pt. Liam Payne)             | Choice Latin Song          | Venceu    |
| 2018 | "Familiar" (pt. Liam Payne)             | Choice Summer Song         | Indicado  |